# Zbigniew Kotecki
Zbigniew Kotecki (ur. 14 września 1952 w Łodzi) – reżyser, operator obrazu, scenarzysta, fotografik, pedagog, autor i współautor realizacji plastycznych, opracowań literackich oraz fotograficznych.

## Życiorys
Absolwent Wydziału Operatorskiego Państwowej Wyższej Szkole Filmowej, Telewizyjnej i Teatralnej im. Leona Schillera w Łodzi z 1979 roku.
W latach 1980–1999 związany z łódzkim studiem filmowym Se-ma-for. Jako operator, bierze udział w większości realizowanych w tym czasie filmów, m.in. w reżyserii Hieronima Neumanna, Daniela Szczechury, Jacka Kopczyńskiego, Marka Skrobeckiego.
Od 1982 współpracuje z Telewizyjnym Studiem Filmów Animowanych w Poznaniu.
Od 2000 współpracuje z Wyższą Szkołą Sztuki i Projektowania w Łodzi, Bielską Wyższą Szkołą im. J. Tyszkiewicza w Bielsku-Białej i Polsko-Japońską Akademią Technik Komputerowych w Warszawie.
W latach 2006–2005 realizuje cykle fotograficzne poświęcone łódzkiej architekturze, uczestniczy w zbiorowych wystawach fotograficznych, publikuje swoje fotografie w autorskich albumach fotograficznych.
W 2008 uzyskał stopień naukowy doktora sztuk filmowych w Państwowej Wyższej Szkole Filmowej, Telewizyjnej i Teatralnej im. Leona Schillera w Łodzi.

## Filmografia

### Film animowany
- 2004 – „Dwanaście miesięcy” – Współautor scenariusza, Reżyseria
- 2000 – „O największej kłótni” Reżyseria, Zdjęcia
- 1995 – Jesień Zdjęcia
- 1993 – Lot trzmiela z opery „Bajka o carze Sałtanie” Zdjęcia
- 1993 – Klucz Scenariusz, Zdjęcia
- 1992 – V Sonata C-dur kv-14 Zdjęcia
- 1992 – Dim Zdjęcia,
- 1991 – Divertimento D-dur presto kv 136 Reżyseria, Scenariusz, Zdjęcia, Opracowanie plastyczne, Animacja
- 1990 – Zima Zdjęcia
- 1989 – Collage pędzlem malowany Reżyseria, Zdjęcia specjalne,
- 1988 – Epizod Zdjęcia
- 1987 – Zdarzenie Zdjęcia
- 1987 – Donos Zdjęcia
- 1984 – Na dnie szafy Zdjęcia
- 1984 – Katar Zdjęcia
- 1983 – Fatamorgana 2 Zdjęcia
- 1982 – Blok Zdjęcia
- 1981 – Ślimak Zdjęcia
- 1981 – Raj 80 Zdjęcia
- 1981 – Pięść Zdjęcia
- 1981 – Pierwszy film Współpraca
- 1980 – Łódź 1905 roku Zdjęcia

### Film dokumentalny
- 2004 – Pietryna Zdjęcia
- 2003 – Województwo łódzkie Zdjęcia
- 2003 – Święto Wojska Polskiego. Historia i tradycje Zdjęcia
- 2003 – Radomsko Zdjęcia
- 2002 – Stefan Pogonowski Zdjęcia
- 2002 – Łódzki Klub Biznesu Zdjęcia
- 2002 – Lider Zdjęcia
- 2002 – Cmentarz Orląt Zdjęcia
- 1997 – Skradziona nadzieja Zdjęcia
- 1988 – Konstrukcja w procesie Zdjęcia
- 1987 – Sztuka użytkowa Zdjęcia
- 1987 – Polska Nike Zdjęcia specjalne
- 1984 – U progu macierzyństwa Zdjęcia
- 1982 – Po szóstej podnosi się wierzbówka Zdjęcia
- 1981 – Kapela oświęcimska Zdjęcia
- 1979 – Muzykanci od „Marchlewskiego” Zdjęcia
- 1977 – Jak to jest Współpraca operatorska

### Serial animowany
- 2004 – Dwanaście miesięcy w Baśnie i bajki polskie Dekoracje, Dialogi, Efekty specjalne (3D), Reżyseria, Scenariusz, Zdjęcia
- 2001 – Eden Zdjęcia (część I, II)
- 1995 – Wyspa Robinsona, Mordziaczek w krainie Liliputów, Skrzynka marzeń w Mordziaki Zdjęcia
- 1994 – Wyprawa na obcą planetę, Sherlock Mordziaczek w Mordziaki Zdjęcia
- 1994 – Groźny olbrzym w Mordziaki Reżyseria, Zdjęcia
- 1993 – Odyseja Mordziaczka w Mordziaki Zdjęcia
- 1983 – Jeszcze jeden Don Kichot, Koło ratunkowe – nokautujące, Lotnik autostopowicz, Malec i sardynki w Rysunki Szymona Kobylińskiego Zdjęcia
- 1982 – Leśne skrzaty i kaczorek Feluś Zdjęcia
- 1981 – Ślimak w Przygody małego maślaka Zdjęcia
- 1980 – Wielki bal w Przygody małego maślaka Zdjęcia

### Cykl filmowy animowany
- 1999 – O zabawkach dla dzieci w Czternaście bajek z Królestwa Lailonii Leszka Kołakowskiego Zdjęcia
- 1999 – O największej kłótni w Czternaście bajek z Królestwa Lailonii Leszka Kołakowskiego Reżyseria, Zdjęcia
- 1995 – Magritte w Impresje Zdjęcia
- 1994 – Marc Chagall w Impresje Zdjęcia

### Film fabularny
- 2002 – Wiedźmin Efekty specjalne (odcinki: 3-4, 9)

## Spektakle

### Spektakl telewizyjny
- 1996 – Biała Operator kamery

## Nagrody filmowe
Laureat ponad 30 nagród i wyróżnień na festiwalach krajowych i międzynarodowych, w tym Grand Prix w Sienie, Platinum Remi w Houston oraz 6. nagród indywidualnych za zdjęcia do filmów innych reżyserów. 2008: Srebrny Medal „Zasłużony Kulturze Gloria Artis” MKiDN. Członek Stowarzyszenia Filmowców Polskich.
- 2006 – Dwanaście miesięcy w Baśnie i bajki polskie Houston (Worldfest Independent Film Festival) Platinum Remi w kategorii: FILM & VIDEO PRODUCTION: Children’s
- 2005 – Dwanaście miesięcy w Baśnie i bajki polskie Poznań (Międzynarodowy Festiwal Filmów dla Dzieci i Młodzieży „Ale Kino!”) Nagroda Prezesa Stowarzyszenia Filmowców Polskich I Nagroda dla filmów polskich w konkursie filmów animowanych
- 2004 – Dwanaście miesięcy w Baśnie i bajki polskie Kraków (Ogólnopolski Festiwal Autorskich Filmów Animowanych) Złota Kreska w kategorii filmów profesjonalnych
- 2004 – Dwanaście miesięcy w Baśnie i bajki polskie Kraków (Ogólnopolski Festiwal Autorskich Filmów Animowanych) Złota Kreska najlepszy film animowany
- 2004 – Dwanaście miesięcy w Baśnie i bajki polskie Gdynia (FPFF) I miejsce w kategorii filmu krótkometrażowego przyznane przez widownię dziecięcą
- 2000 – O największej kłótni w Czternaście bajek z Królestwa Lailonii Leszka Kołakowskiego Szolnok (FF Artystycznych) II Nagroda w kat. filmu animowanego
- 2000 – O największej kłótni w Czternaście bajek z Królestwa Lailonii Leszka Kołakowskiego Szczecin (Biesiada z Filmem Dokumentalnym i Animowanym DAF) II Nagroda Główna
- 2000 – O największej kłótni w Czternaście bajek z Królestwa Lailonii Leszka Kołakowskiego Siena (MFF Krótkometrażowych) Nagroda Główna w kategorii: najlepszy film animowany
- 2000 – O największej kłótni w Czternaście bajek z Królestwa Lailonii Leszka Kołakowskiego Poznań (FF dla Dzieci) Nagroda Jury Dziecięcego wyróżnienie przyznane przez Jury Dziecięce Konkursu Międzynarodowego XVIII Międzynarodowego Festiwalu Filmów dla Dzieci „Ale Kino!”
- 2000 – O największej kłótni w Czternaście bajek z Królestwa Lailonii Leszka Kołakowskiego Poznań (FF dla Dzieci) Nagroda Jury Dziecięcego nagroda za reżyserię przyznana przez Jury Dziecięce Konkursu Krajowego XVIII Międzynarodowego Festiwalu Filmów dla Dzieci „Ale Kino!”
- 2000 – O największej kłótni w Czternaście bajek z Królestwa Lailonii Leszka Kołakowskiego Poznań (FF dla Dzieci) „Srebrne Koziołki” (nagroda Jury Konkursu Krajowego XVIII Międzynarodowego Festiwalu Filmów dla Dzieci „Ale Kino!” dla najlepszego filmu animowanego)
- 2000 – O największej kłótni w Czternaście bajek z Królestwa Lailonii Leszka Kołakowskiego Kraków (Ogólnopolski Festiwal Autorskich Filmów Animowanych) Srebrna Kreska
- 2000 – O największej kłótni w Czternaście bajek z Królestwa Lailonii Leszka Kołakowskiego Kair (MFF dla Dzieci) Dyplom uznania 10th Cairo International Film Festival for Children
- 1990 – Collage pędzlem malowany Huesca (MFFK) Wyróżnienie
- 1989 – Epizod Nagroda Szefa Kinematografii w dziedzinie filmu animowanego za zdjęcia
- 1988 – Zdarzenie Kraków (Krakowski FF – Konkurs Krajowy; do roku 2000 Ogólnopolski FFK) Nagroda za oprawę plastyczną
- 1987 – Zdarzenie Nagroda Szefa Kinematografii w dziedzinie filmu animowanego za zdjęcia
- 1985 – Na dnie szafy Kraków (Krakowski FF – Konkurs Krajowy; do roku 2000 Ogólnopolski FFK) Nagroda za zdjęcia nagroda pozaregulaminowa

## Odznaczenia
- 2009 – Srebrny Medal „Zasłużony Kulturze Gloria Artis”[1]
- 1988 – Zasłużony Działacz Kultury